# Rossiza Stamenowa
Rossiza Schjanowa Stamenowa (bulgarisch Росица Шянова Стаменова, englisch Rositsa Stamenova; * 6. März 1955 in Staro Selo) ist eine ehemalige bulgarische Leichtathletin, die sich auf den Sprint spezialisiert hat. Mit der bulgarischen 4-mal-100-Meter-Staffel gewann sie 1994 die Bronzemedaille bei den Europameisterschaften in Helsinki und 2000 wurde sie in Gent Vizehalleneuropameisterin über 60 Meter.

## Sportliche Laufbahn
Erste internationale Erfahrungen sammelte Rossiza Stamenowa vermutlich im Jahr 1980, als sie bei den Halleneuropameisterschaften in Sindelfingen in 53,06 s den vierten Platz im 400-Meter-Lauf belegte. Im Juli nahm sie an den Olympischen Sommerspielen in Moskau teil und schied dort mit 52,96 s im Halbfinale über 400 Meter aus und kam mit der bulgarischen 4-mal-400-Meter-Staffel im Finale nicht ins Ziel. 1983 darauf gewann sie bei den Halleneuropameisterschaften in Budapest in 52,36 s die Bronzemedaille im Einzelbewerb hinter der Tschechoslowakin Jarmila Kratochvílová und Kirsten Emmelmann aus Ostdeutschland. Im Sommer schied sie bei den erstmals ausgetragenen Weltmeisterschaften in Helsinki mit 53,09 s im Semifinale über 400 Meter aus und gelangte mit der Staffel mit 3:30,36 min auf Rang sieben. Im Jahr darauf gewann sie bei den Halleneuropameisterschaften in Göteborg in 52,41 s erneut die Bronzemedaille über 400 Meter, diesmal hinter der Tschechoslowakin Taťána Kocembová und Erica Rossi aus Italien. Im selben Jahr siegte sie bei den Balkanspielen und verteidigte, 1985, 1986 und 1988 ihren Titel. 1985 wurde sie beim IAAF World Cup in Canberra in 3:28,47 min Dritte mit der Auswahlstaffel Europas über 4-mal 400 Meter. Im Jahr darauf schied sie bei den Europameisterschaften in Stuttgart in 3:26,26 min den vierten Platz mit der bulgarischen 4-mal-400-Meter-Staffel. 1987 schied sie bei den Halleneuropameisterschaften in Liévin mit 53,18 s im Vorlauf über 400 Meter aus und kurz darauf belegte er bei den Hallenweltmeisterschaften in Indianapolis in 53,56 s den fünften Platz. Im August belegte sie bei den Freiluft-Weltmeisterschaften in Rom in 3:30,24 min den achten Platz im Staffelbewerb. Im Jahr darauf wurde sie bei den Halleneuropameisterschaften in Budapest in 53,89 s Sechste über 400 Meter und beendete im selben Jahr ihre aktive sportliche Karriere im Alter von 33 Jahren.
In den Jahren 1984, 1985 und 1988 wurde Stamenowa bulgarische Meisterin im 400-Meter-Lauf.

## Persönliche Bestleistungen
- 400 Meter: 50,82 s, 16. August 1984 in Prag
  - 400 Meter (Halle): 51,85 s, 13. Februar 1988 in Sofia
- 800 Meter: 2:00,82 min, 6. Juli 1987 in Budapest